# 被害者を捜せ
『被害者を探せ』（ひがいしゃをさがせ、Pick Your Victim は、1946年に刊行されたパトリシア・マガーの推理小説。

## 物語
第二次大戦下、アリューシャン列島に駐屯する海兵隊員の唯一の楽しみは、故国アメリカからの新聞や雑誌を回読することである。そんなある日、主人公が出征前に勤めていた「公益団体の会長が、役員のうちの一人を殺害した」記事がある新聞が缶詰の包装に使われていた。しかし、記事が破れていて誰が殺されたのかわからない。

## 主な登場人物
- ピーター（ピート）・ロビンズ - 主人公。アリューシャン列島に駐屯する海兵隊員。
- デイヴィッド（デイビー）・ミラー - 同じく海兵隊員。
- エドワード（エディ）・スローン - 同上。
- ポール・ステットスン - 主人公の元上司。家事のノウハウを伝授する団体「家振会（家事振興協会）」の会長。殺人を犯し逮捕され、犯行を認めている。
- ハンター・ウィロビー - 「家振会」の理事長。
- ジョージ・ビガーズ - 「家振会」の会計。
- バーサ・ハーディング - 「家振会」の書記。
- チェスター・ホイップル - 「家振会」の役員。
- フランシス（フランク）・ジョンソン - 同じく「家振会」の役員。
- アン・コールマン - 同上。
- レイ・ソーンダース - 同上。
- ロレッタ・ノックス - 同上。
- ハロルド・サリバン - 同上。
- シーラ・トーミー - 「家振会」の秘書兼タイピスト。
- ナンシー・ウィンスロップ - 「家振会」の広告塔。

## 内容
パトリシア・マガーの変格ミステリ第一長編。殺された被害者は誰か、推理させる内容になっている。

## 書誌情報
- 被害者を探せ （1955年、HPB194、早川書房、衣更着信訳）[2]
- 被害者を探せ！ （1984年、創元推理文庫164-2、東京創元社、中野圭二訳）ISBN　4-488-16402-1